# Jan Bytnar
Harcmistr podporučík Jan Roman Bytnar (6. května 1921 Kolbuszowa – 30. března 1943 Varšava) byl polský harcerský instruktor a odbojář, jeden z členů harcerské odbojové organizace Szare Szeregi. Používal přezdívky a krycí jména Rudy, Czarny, Janek, Krokodyl, Jan Rudy.
23. března 1943 byl zatčen gestapem a brutálně vyslýchán, ale nepromluvil. O tři dny později byl osvobozen svými spolubojovníky v Akci u Arsenálu. Zemřel na následky brutálních výslechů u gestapa. Na jeho počest byla pojmenována 2. rota elitního harcerského praporu Zośka.
Jeho matkou byla „matka harcerů“ Zdzisława Bytnarowa, podporučice Zemské armády a jedna z čelných představitelek harcerského hnutí.

## Život
Ve 12 letech vstoupil do ZHP. Za druhé světové války vychodil ilegální vojenskou pěchotní školu a působil v PLANu a ve skupině Szare Szeregi, kde získal instruktorský stupeň podharcmistra a rozličné funkce. V letech 1941-1942 vedl houfec „Ochota“ organizace Wawer provádějící tzv. malé sabotáže, v letech 1942-1943 pak působil v Útočných skupinách (polsky Grupy Szturmowe) jako velitel houfce SAD.
Gestapo jej dopadlo 23. března 1943, při výslechu nepromluvil navzdory nejbrutálnějšímu mučení. 26. března jej v Akci u Arsenálu osvobodili příslušníci Útočných skupin, které vedl jeho blízký přítel Tadeusz Zawadzki. Zemřel 30. března téhož roku na následky zranění, které utrpěl při výslechu.
V dubnu 1943 výzvědná služba Zemské armády identifikovala vyšetřovatele gestapa odpovědné za Bytnarovu smrt a její podzemní soud je oba v nepřítomnosti odsoudil k smrti. 6. května Tadeusz Zawadzki vykonal soudní výrok na SS-Oberscharführerovi Hubertu Schulzovi a o dva týdny později učinil Andrzej Góral totéž v případě SS-Rottenführera Ewalda Langeho.
Posmrtně byl jmenován harcmistrem a podporučíkem Zemské armády a vyznamenán Válečným křížem. Pohřben je spolu s dalšími padlými členy organizace Szare Szeregi na Vojenském hřbitově Powązki, samotný hrob má společný se svým blízkým přítelem Aleksym Dawidowským, který byl smrtelně zraněn při jeho osvobozování a zemřel ve stejný den, jako on.

## Odkazy

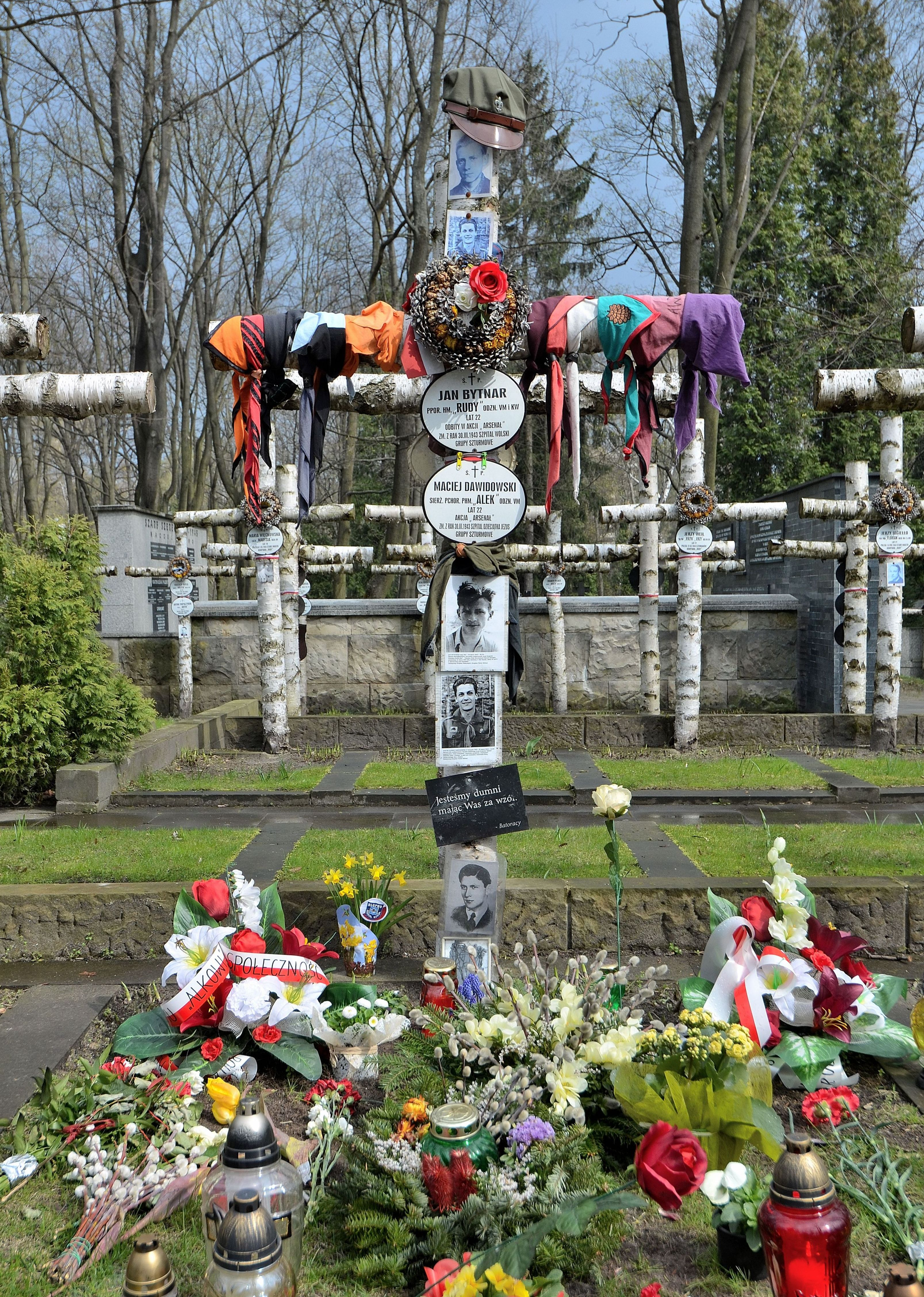
Společný hrob Jana Bytnara a Alekse Dawidowského